# Зигмунт Берлінг
Зиґмунт Берлінґ (пол. Zygmunt Henryk Berling; 27 квітня 1896, Ліманова — 11 липня 1980, Варшава) — польський воєначальник, генерал броні Війська Польського, генерал-лейтенант (СРСР, 13.03.1944).
У роки Другої світової війни — військовополонений Старобільського та Грязовецького (після згоди співпрацювати з НКВД) таборів; командувач 1-ю армією Війська Польського.

## Історія
Після укладення договору Сікорського-Майського 17 серпня 1941 року Берлінг був звільнений з в'язниці й призначений начальником штабу оновленої 5-ї піхотної дивізії, а потім командувачем тимчасового табору для польських солдатів в Красноводську.
Зростаюча напруга між урядом Владислава Сікорського в Лондоні і Йосипом Сталіним зрештою призвело до того, що багато хто з польських солдатів і понад 20000 польських цивільних осіб, що знаходилися на радянській території при генералові В. Андерсі, покинули Радянський Союз і сформували 2-й Польський корпус на Близькому Сході під британським командуванням.
З тих поляків, які не втекли разом з Андерсом за кордон, за участю Союзу польських патріотів були створені польські збройні сили, підлеглі радянському командуванню. Берлінг був призначений командиром 1-ї польської піхотної дивізії імені Тадеуша Костюшка. 26 липня 1943 року «Польовий суд» підконтрольний уряду Сікорського, визнав Берлінга і двох його товаришів-офіцерів, які теж залишилися в СРСР, дезертирами й заочно засудив їх до смертної кари за державну зраду.